# Franciszek Chełmiński
Franciszek Chełmiński (ur. 23 maja 1862 w Augustowie, zm. 1932 w Łodzi) – polski architekt.

## Życiorys
Był synem urzędnika powiatowego. Uczył się w warszawskiej szkole realnej. Po rocznej służbie wojskowej (w 1883 roku) rozpoczął studia w Instytucie Inżynierów Cywilnych w Petersburgu. Studiował tam w latach 1883–1888, naukę ukończył z tytułem inżyniera cywilnego X klasy. W 1890 roku został oddelegowany do prac przy osuszaniu bagien na Polesiu. Od 1892 do 1911 roku sprawował funkcję architekta miejskiego w Łodzi, został następcą Hilarego Majewskiego, którego był zięciem. W sierpniu 1911 roku został zwolniony z posady za zaniedbania służbowe za doprowadzenie do złego stanu łódzkich ulic. Chełmiński sprawował liczne nadzory nad wznoszonymi gmachami, na przykład w 1909 roku nadzorował prace przy 49 obiektach. Posiadał własną kamienicę przy ulicy Dzielnej 37. Brak bliższych informacji o jego życiu i działalności w okresie po I wojnie światowej. W kwietniu 1925 roku ukazał się w łódzkiej prasie nekrolog jego syna Romualda, podpisany przez rodziców.
Projektował wille i pałacyki fabrykantów, budynki przemysłowe, kamienice czynszowe, domy dla robotników. W 1895 był autorem projektu herbu Łodzi. Mimo aprobaty gubernatora piotrkowskiego i prezydenta Łodzi Władysława Pieńkowskiego projekt nie otrzymał sankcji państwowej.

## Projekty
- 1894 – Pałac Scheiblerów w Łodzi (przebudowa)
- 1895 – Pałac Oskara Kona
- 1895–1896 – Pałac Augusta Haertiga w Łodzi
- 1895–1896 – Cerkiew św. Aleksego
- 1896 – Beczki Grohmana w Łodzi
- 1896 – Kamienica pod Gutenbergiem w Łodzi
- 1896 – Kamienica Edwarda Lungena
- 1896 – Monopol Wódczany
- 1899–1900 – Willa Ryszarda Schimmela (później przebudowana przez Leona Lobutynowicza)[1]
- 1900–1901 – Szpital im. Józefa Babińskiego w Łodzi
- 1901–1903 – IV Liceum Ogólnokształcące im. Emilii Sczanieckiej w Łodzi
- 1902 – Willa Jakuba Kestenberga
- po 1902 – Willa Juliusza Langego
- 1904 – Cerkiew Zaśnięcia Najświętszej Maryi Panny w Łodzi
- 1910 – Pałac Gustawa Adolfa Kindermanna w Łodzi